# De Eendracht (wiatrak w Gieterveen)
De Eendracht – wiatrak w miejscowości Gieterveen, w gminie Aa en Hunze, w prowincji Drenthe, w Holandii. Został zbudowany w 1904 r. Jego skrzydła mają rozpiętość ok. 22 m. Wiatrak jest udostępniony do zwiedzania.